# Itaperuna (tiểu vùng)
Itaperuna là một tiểu vùng thuộc bang Rio de Janeiro, Brasil. Tiều vùng này có diện tích 3129 km², dân số năm 2007 là 179739 người.